# Umbilicaria hawaiiensis
Umbilicaria hawaiiensis är en lavart som beskrevs av Hugo Magnusson. Umbilicaria hawaiiensis ingår i släktet Umbilicaria och familjen Umbilicariaceae.   Inga underarter finns listade i Catalogue of Life.